# Itaipulândia

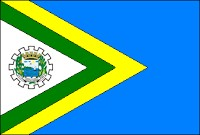
Drapeau d'Itaipulandia

Itaipulândia est une municipalité brésilienne située dans l'État du Paraná.